# Charles Sellers
Charles Coleman Sellers (16 mars 1903 – 31 janvier 1980) est un historien, biographe et bibliothécaire américain qui remporte le prix Bancroft en 1970 pour sa biographie du peintre américain Charles Willson Peale. Sellers a longtemps été bibliothécaire au Dickinson College et occupé des postes à l'Université Wesleyenne et au Musée, jardin et bibliothèque de Winterthur.

## Jeunesse et éducation
Sellers est né dans le quartier d'Overbrook à Philadelphie, en Pennsylvanie, fils de Horace Wells Sellers, architecte, et Cora (Wells) Sellers, la cousine germaine d'Horace. C'est un arrière-petit-fils de Charles Willson Peale. Sellers est diplômé du Haverford College avec un BA en 1925, de l'Université Harvard avec une maîtrise en 1926 et de l'Université Temple avec un doctorat en 1957.

## Carrière
Sellers travaille comme écrivain et chercheur à partir de 1927 et, avec sa femme, il possède et exploite la librairie Tracey à Hebron, dans le Connecticut, de 1932 à 1938. Il joue également dans des productions théâtrales amateurs et est l'auteur de trois pièces produites dans les années 1930 et 1940. Il est bibliothécaire à l'Université Wesleyenne de 1937 à 1949. Il est en parallèle associé de recherche pour la Société américaine de philosophie à Philadelphie de 1947 à 1951.
En 1949, il devient conservateur de la collection Dickinsoniana au Dickinson College et devient bibliothécaire en chef du collège en 1956 après la retraite de May Morris. Il devient également bibliothécaire responsable de la bibliothèque de recherche Waldron Phoenix Belknap Jr. sur la peinture américaine au musée, jardin et bibliothèque de Winterthur, organisant cette nouvelle collection et éditant et publiant les notes de recherche de Belknap entre 1956 et 1959. Avec l'ouverture de la salle May Morris dans la nouvelle bibliothèque Boyd Lee Spahr, Sellers redevient historien et conservateur de la collection Dickinsoniana en 1968. Il occupe ce poste jusqu'à sa retraite en 1979, lorsque le Dickinson College lui décerne un doctorat honorifique en lettres,. Il reçoit également un doctorat honorifique en droit de l'Université Temple.
Il co-conçoit une exposition du travail de Peale en 1983 au Metropolitan Museum of Art. Il devient rédacteur en chef du magazine American Colonial Painting en 1959 et devient membre élu de l'American Philosophical Society en 1979. Il est membre de l'Association américaine des professeurs d'université (président du chapitre du Dickinson College, 1961-1962) et de la College Art Association. Ses archives sont conservés à l'American Philosophical Society et à la Smithsonian Institution.

## Vie privée
Le 6 octobre 1932, Sellers épouse l'actrice et poète Helen Earle Gilbert (décédée en février 1951). Le 12 juin 1952, il épouse Barbara Stow Roberts (décédée en septembre 1979). Il a deux enfants de son premier mariage : Horace Wells Sellers III et Susan Pendleton Siemanoski,. Il est décédé à Sydney, en Australie, alors qu'il rendait visite à sa fille.

## Publications
- Lorenzo Dow : The Bearer of the Word. Minton, Balch & Compagnie. 1928.
- Benedict Arnold : The Proud Warrior. Minton, Balch & Compagnie. 1930.
- Theophilus the Battle-Ax : A History of the Lives and Adventures of Theophilus Ransom Gates and the Battle-Axes. Patterson & White Co. 1930.
- he Artist of the Revolution: The Early Life of Charles Willson Peale. Plume et bon. 1939.
- Portraits and Miniatures by Charles Willson Peale. Société philosophique américaine. 1952.
- (Éditeur) Waldron Phoenix Belknap. American Colonial Painting. Presse Belknap. 1959.
- Benjamin Franklin in Portraiture, Yale University Press, 1962 (ISBN 978-0-300-00893-7)
- Charles Willson Peale : A biography. Scribner. 1969. (Prix Bancroft, 1970)
- Dickinson College: A History Presse universitaire wesleyenne. 1973.  (ISBN 9780819540577) .
- Patience Wright: American Artist and Spy in George III's London, Wesleyan University Press, 1976 (ISBN 978-0-8195-5001-9)
- (en) Mr. Peale's Museum: Charles Willson Peale and the First Popular Museum of Natural Science and Art, W. W. Norton & Company, 1980 (ISBN 978-0-393-05700-3, lire en ligne )